# Stanisław Chrobak
Stanisław Chrobak (ur. 24 września 1950 w Paleśnicy, zm. 15 lutego 2006 tamże) – polski rolnik, polityk i samorządowiec, działacz opozycji antykomunistycznej w okresie PRL, senator I kadencji.

## Życiorys
Studiował historię na Uniwersytecie Jagiellońskim i Katolickim Uniwersytecie Lubelskim, uzyskując absolutorium. Prowadził własne gospodarstwo ogrodniczo-rolnicze.
Od końca lat 70. związany z działalnością opozycyjną, współpracował z Komitetem Samoobrony Społecznej „KOR” i działał na rzecz powołania niezależnych organizacji wiejskich. Po podpisaniu porozumień sierpniowych znalazł się w komitecie założycielskim „Solidarności Wiejskiej” w województwie tarnowskim. W styczniu i lutym 1981 uczestniczył w strajkach w Ustrzykach Dolnych i Rzeszowie, a w marcu tegoż roku brał udział w proteście rolników w Bydgoszczy. W lutym i kwietniu 1981 uczestniczył w spotkaniach delegacji rolniczych organizacji związkowych z prymasem Stefanem Wyszyńskim. Był następnie jednym z założycieli Niezależnego Samorządnego Związku Zawodowego Rolników Indywidualnych „Solidarność”, został członkiem prezydium ogólnopolskiego komitetu założycielskiego i wiceprzewodniczącym tymczasowej rady wojewódzkiej w Tarnowie. W ramach Ogólnopolskiego Komitetu Założycielskiego odpowiadał za sprawy Wszechnicy Związkowej. Był jednym z przedstawicieli NSZZ RI „Solidarność” podczas rozprawy rejestracyjnej związku, która odbyła się 12 maja 1981 przed Sądem Najwyższym. Po ostatecznej legalizacji rolniczej „Solidarności” stanął na czele jej wojewódzkich struktur.
Po wprowadzeniu stanu wojennego przez kilka miesięcy (od grudnia 1981 do lipca 1982) pozostawał w ukryciu, był poszukiwany celem internowania. Pozostał aktywnym działaczem opozycji, brał udział m.in. w kolportażu wydawnictw drugiego obiegu (dystrybuował m.in. czasopisma „Nasza Ziemia” i „Trwamy”).
W 1989 wszedł w skład Tymczasowej Rady Wojewódzkiej „Solidarności” Rolników Indywidualnych (jako wiceprzewodniczący) i następnie Wojewódzkiego Komitetu Obywatelskiego „Solidarność” w Tarnowie. Od 1989 do 1991 z ramienia Komitetu Obywatelskiego zasiadał w Senacie I kadencji, reprezentując województwo tarnowskie. W wyborach z 4 czerwca 1989 zdobył ponad 209 tys. głosów (76,94% głosów ważnych). W Senacie I kadencji był członkiem Komisji Kultury, Środków Przekazu, Nauki i Edukacji Narodowej oraz Komisji Rolnictwa. Na początku lat 90. wszedł w skład komisji weryfikującej tarnowskich funkcjonariuszy zlikwidowanej Służby Bezpieczeństwa.
Przez dwie kadencje pełnił funkcję wójta gminy Zakliczyn (od 23 maja 1991 do 29 października 1998) http://www.zakliczyninfo.pl/archiwum/nr91.pdf, od 1998 do 2002 sprawował mandat radnego Sejmiku Województwa Małopolskiego I kadencji z listy Akcji Wyborczej Solidarność z ramienia Stronnictwa Konserwatywno-Ludowego. Uzyskał w wyborach 7385 głosów, co stanowiło drugi wynik w okręgu wyborczym nr 3 obejmującym powiaty tarnowski i dąbrowski oraz Tarnów. Był członkiem Komisji Rolnictwa i Modernizacji Terenów Wiejskich oraz Komisji Porządku i Bezpieczeństwa Publicznego oraz Ochrony Konsumentów. W 1999 został wybrany do rady Małopolskiej Regionalnej Kasy Chorych w Krakowie.
Był jednym z założycieli Samarytańskiego Towarzystwa im. Jana Pawła II w Zakliczynie (w 2003 otrzymał tytuł honorowego członka tej organizacji) oraz Stowarzyszenia Promocji i Rozwoju Gminy Zakliczyn. Działał na rzecz powstania utworzonego w 1992 w Jamnej przez dominikanina Jana Górę ośrodka duszpasterstwa akademickiego Domu św. Jacka. Był również inicjatorem powstania lokalnego miesięcznika informacyjnego „Głosiciel” (1993).

## Odznaczenia i upamiętnienie
W 2010 został pośmiertnie odznaczony przez prezydenta Lecha Kaczyńskiego Krzyżem Kawalerskim Orderu Odrodzenia Polski. W 2016 prezydent Andrzej Duda pośmiertnie nadał mu Krzyż Wolności i Solidarności. W 2023 pośmiertnie nadano mu Odznakę Honorową Województwa Małopolskiego – Krzyż Małopolski.
Jego imieniem nazwano aleję prowadzącą do kościoła Matki Bożej Niezawodnej Nadziei w Jamnej. Został też upamiętniony na odsłoniętej w 2021 tablicy w klasztorze franciszkanów w Zakliczynie.